# Once More ’Round the Sun
Once More ’Round the Sun (с англ. — «Ещё раз вокруг Солнца») — шестой студийный альбом американской метал-группы Mastodon. Альбом был выпущен 24 июня 2014 года на Reprise Records. 17 апреля 2014 года Mastodon выпустили первый сингл с альбома под названием «High Road». 16 июня 2014 года альбом стал доступен на стриминговом сервисе iTunes. Альбом был продан тиражом 34 000 экземпляров в Соединенных Штатах за первую неделю его выпуска, и занял шестую позицию в чарте Billboard 200, став вторым топ-10 дебютом группы после их предыдущего альбома The Hunter, который достиг десятой позиции с тиражом в 39 000 экземпляров в 2011 году.

## Создание
В конце 2012 года, гитарист Mastodon Брент Хайндс упомянул в интервью, что начал писать новый материал для следующего альбома группы. Группа продолжала сочинять свой шестой студийный альбом в течение 2013 года, пока была в туре в честь выхода их предыдущего альбома, The Hunter. Группа начала запись в конце 2013 года в Rock Falcon Studios во Франклине, штат Теннесси, под руководством продюсера Ника Рэскаленикса.

## Музыкальный стиль
Трой Сандерс заявил в интервью Ultimate Guitar, что альбом является продолжением того музыкального стиля, начатого на их предыдущем альбоме The Hunter.
Билл Келлихер также рассказал о музыкальном стиле альбома: «Мы всегда стараемся удивить себя и написать что-то новое и свежее. В нем определенно присутствуют элементы The Hunter, но также и Remission и некоторых более тяжелых вещей, там чувствуются множество различных влияний, от Alice in Chains до Deftones. Там много рок-музыки».
Брэнн Дейлор сказал об альбоме следующее: «Это будет масштабно и безумно, много эпического величия. Будет много грандиозных риффов и новых направлений. Это очень странно, очень математично, очень просто. Это движение вверх, вниз и вокруг».
Келлихер также заявил, что темой альбома может быть «смерть». Он сказал следующее: «Это всегда дает по-настоящему хорошо рассказать истории. Это своего рода тема, которую мы много слышим в нашей музыке. У нас было много друзей, умерших со времени последней записи. Я пока не совсем уверен. Я думаю, что мы как бы больше фокусируемся на жизни на этой земле и на том, что произойдет, если бы это был ваш последний год жизни».

## Обложка
Скиннер, художник из Окленда, который, по его собственным словам, специализируется на «картинах психоделического кошмара», создал обложку альбома. Перед его релизом басист и вокалист Трой Сандерс заявил: «Это наверняка будет произведение искусства. Это будет очень откровенно. Поразительно. Это из другого измерения, и большая часть нашей музыки ориентировалась на эту идею — перенести вас на другую планету с помощью песен. Это чувствуется, и я думаю, что это потрясающе».

## Отзывы критиков
| Совокупная оценка    | Совокупная оценка |
| Источник             | Оценка            |
| -------------------- | ----------------- |
| Metacritic           | 78/100            |
| Оценки критиков      |                   |
| Источник             | Оценка            |
| AllMusic             | [ 3 ]             |
| Consequence of Sound | B                 |
| The Guardian         | [ 1 ]             |
| Pitchfork            | 6.3/10            |
| PopMatters           | 8/10              |
| Spin                 | 8/10              |
| Sputnikmusic         | 4.1/5             |

Once More ’Round the Sun был хорошо принят музыкальными критиками после его первого релиза. На сайте-агрегаторе Metacritic альбом получил среднюю оценку в 78 баллов на основе 28 рецензий, что соответствует статусу «в целом благоприятные рецензии».
В обзоре AllMusic обозреватель Том Юрек написал, что «Once More ’Round the Sun продолжает то, что Mastodon начал с альбома The Hunter: расширять свою музыку за пределы жестких границ метала — к объединённому звучанию, которое не исключает метал из себя». Майкл Мэдден в обзоре для Consequence of Sound также высоко оценил альбом, утверждая, что «Mastodon начинают больше походить на сверстников этой группы, а не на учеников. Руководство Ника Рэскаленикса помогает им достичь данных высот на Once More 'Round the Sun, и, как подсказывает обложка оклендского художника Скиннера, пластинка получилась яркой». Дом Лоусон высоко оценил альбом в своем обзоре для The Guardian, написав, что "Once More ’Round the Sun звучит как альбом, который им нужно сделать, чтобы продвинуться немного дальше в мейнстрим — он имеет в основном незатейливое звучание и больше предпочитает легко запоминающиеся мотивы The Hunter 2011 года, чем запутанную чудаковатость Crack the Skye 2009 года.
Поставив альбому 8 из 10 в обзоре для PopMatters, Дин Браун считал, что «по сравнению с предыдущим громадным развитием группы, его [Once More ’Round the Sun] содержание может сказать о Mastodon не менее важные вещи, когда неминуемое уже написано, возможно, на десятилетия в будущем и на многие альбомы позже, от одной из лучших групп, независимо от жанра, блуждающих по земле в настоящее время». Обозреватель Spin Джонатан Цвикель разделяет схожие чувства, утверждая, что «В то время как остальные светила тяжелой музыки следуют своему стилю, звук Mastodon — и их амбиции — больше, чем метал».
Зои Камп более критично отнеслась к альбому в обзоре для Pitchfork, заявив, что «на Once More ’Round the Sun можно взглянуть, как дань уважения его предшественникам, даже если они и отправляются на поиски более широких музыкальных просторов. Мировоззрение Mastodon просто не соответствуют тому, чем они должны быть. Эволюция требует времени, и Mastodon продолжают публично решать проблемы своего становления, поскольку они определяют, какие черты лучше всего представляют единое звучание, которое они преследовали в этом десятилетии».

### Признание
Альбом появился в нескольких списках «альбомов года», опубликованных в 2014 году. Kerrang! оценил его как 28-й лучший альбом года, в конце года он появился в списке журнала Decibel на 29 позиции и в списке журнала Terrorizer на 35 месте. Loudwire поместили альбом на пятую позицию в своём списке «20 лучших метал альбомов 2014 года», а песню «Chimes at Midnight» на третье место в списке «20 лучших метал песен 2014 года».

## Список композиций
Слова и музыка всех песен — Mastodon, за исключением дополнительной лирики на «Diamond in the Witch House» за авторством Скотта Келли.
| №                   | Название                                                        | Вокал                                        | Длительность |
| ------------------- | --------------------------------------------------------------- | -------------------------------------------- | ------------ |
| 1.                  | «Tread Lightly»                                                 | Трой Сандерс, Брэнн Дэйлор                   | 5:14         |
| 2.                  | «The Motherload»                                                | Дэйлор, Сандерс                              | 4:59         |
| 3.                  | «High Road»                                                     | Сандерс, Дэйлор                              | 4:15         |
| 4.                  | «Once More ’Round the Sun»                                      | Брент Хайндс, Сандерс                        | 2:58         |
| 5.                  | «Chimes at Midnight»                                            | Сандерс, Хайндс                              | 5:32         |
| 6.                  | «Asleep in the Deep» (feat. Valient Himself & Исайа Айки Оуэнс) | Дэйлор, Хайндс, Сандерс, Valient Himself     | 6:12         |
| 7.                  | «Feast Your Eyes»                                               | Сандерс, Дэйлор                              | 3:23         |
| 8.                  | «Aunt Lisa» (feat. The Coathangers & Гари Линдси)               | Дэйлор, Хайндс, Гари Линдси, The Coathangers | 4:08         |
| 9.                  | «Ember City»                                                    | Сандерс, Дэйлор                              | 4:59         |
| 10.                 | «Halloween»                                                     | Хайндс, Дэйлор                               | 4:39         |
| 11.                 | «Diamond in the Witch House» (feat. Скотт Келли)                | Скотт Келли, Сандерс                         | 7:49         |
| Общая длительность: | Общая длительность:                                             | Общая длительность:                          | 54:08        |

## Участники записи
| Mastodon - Трой Сэндерс — вокал, бас-гитара, бас-педаль, клавишные - Брент Хайндс — вокал, соло-гитара - Брэнн Дэйлор — вокал, ударные - Билл Келлихер — ритм-гитара Приглашённые музыканты - Скотт Келли — вокал и дополнительная лирика на «Diamond in the Witch House» - Гари Линдси (припев) и The Coathangers (концовка) — дополнительный вокал на «Aunt Lisa» - Valient Himself — дополнительный бэк-вокал на «Asleep in the Deep» - Исайа Айки Оуэнс — синтезатор на «Asleep in the Deep» - «Once More 'Round the Sun» содержит сэмпл из «Cowboy Song», написанной B. Downey & P. Lynott | Технический персонал - Ник Рэскаленикс — продюсирование - Тэд Дженсен — мастеринг |

## Чарты
| Чарт (2014)                            | Высшая позиция |
| -------------------------------------- | -------------- |
| Австралия (ARIA)                       | 7              |
| Австрия (Ö3 Austria)                   | 23             |
| Бельгия/Фландрия (Ultratop)            | 14             |
| Бельгия/Валлония (Ultratop)            | 46             |
| Канада (Canadian Albums Chart)         | 4              |
| Дания (Hitlisten)                      | 9              |
| Нидерланды (Album Top 100)             | 20             |
| Финляндия (Suomen virallinen lista)    | 1              |
| Франция (SNEP)                         | 50             |
| Германия (Media Control)               | 16             |
| Венгрия (MAHASZ)                       | 7              |
| Ирландия (IRMA)                        | 8              |
| Япония (Oricon)                        | 103            |
| Новая Зеландия (RMNZ)                  | 10             |
| Норвегия (VG-lista)                    | 4              |
| Португалия (AFP)                       | 21             |
| Шотландия (Scottish Albums Chart)      | 9              |
| Швеция (Sverigetopplistan)             | 17             |
| Швейцария (Schweizer Hitparade)        | 13             |
| Великобритания (UK Albums Chart)       | 10             |
| UK Rock & Metal Albums (OCC)           | 1              |
| US Billboard 200                       | 6              |
| US Top Rock Albums (Billboard)         | 1              |
| США (Billboard Top Alternative Albums) | 1              |
| США (Billboard Top Hard Rock Albums)   | 1              |